# Aeon
Aeon – drugi album studyjny norweskiego zespołu blackened death metalowego Zyklon. Płytę promował teledysk do utworu "Psyklon Aeon".

## Lista utworów
| Nr | Tytuł utworu               | Słowa | Muzyka              | Długość |
| -- | -------------------------- | ----- | ------------------- | ------- |
| 1. | „Psyklon Aeon”             | Faust | Zyklon              | 3:26    |
| 2. | „Core Solution”            | Faust | Zyklon              | 5:12    |
| 3. | „Subtle Manipulation”      | Faust | Zyklon              | 3:17    |
| 4. | „Two Thousand Years”       | Faust | Zyklon              | 5:49    |
| 5. | „No Names Above The Names” | Faust | Zyklon, Cosmocrator | 4:16    |
| 6. | „The Prophetic Method”     | Faust | Zyklon              | 3:16    |
| 7. | „Specimen Eruption”        | Faust | Zyklon              | 4:38    |
| 8. | „Electric Current”         | Faust | Zyklon              | 5:44    |
| 9. | „An Eclectic Manner”       | Faust | Zyklon              | 6:16    |
|    |                            |       |                     | 41:54   |

## Twórcy
- Tony "Secthdamon" Ingebrigtsen – wokal, gitara basowa, programowanie
- Thor "Destructhor" Myhren – gitara prowadząca, programowanie
- Tomas "Samoth" Haugen – gitara, programowanie
- Trym "Trym" Torson – perkusja, programowanie
- Bård "Faust" Eithun – słowa